# Compañía de Energía Hidráulica de Londres

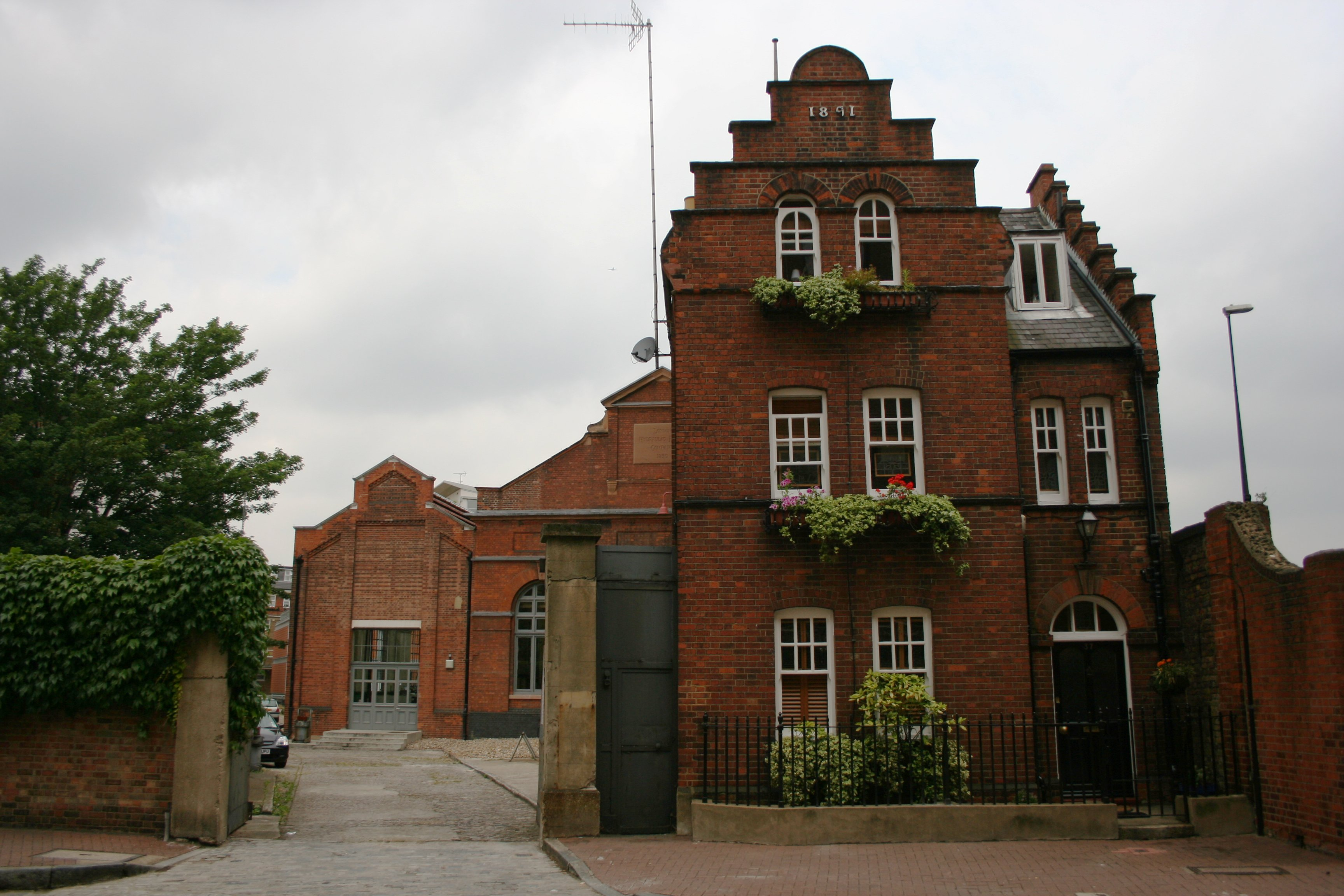
Estación de bombeo de Wapping

La Compañía de Energía Hidráulica de Londres (nombre original en inglés: London Hydraulic Power Company) fue fundada en 1883 para instalar una red de energía hidráulica en Londres. El suministro de agua a alta presión permitía el accionamiento de motores hidráulicos, que competían ventajosamente con los motores de vapor en muchas aplicaciones. En su época de máxima expansión llegó a dar cobertura a la mayor parte del centro de la ciudad. Reemplazada progresivamente por la implantación del suministro eléctrico, su última estación de bombeo se cerró definitivamente en 1977. 

## Historia
La compañía se constituyó mediante un Acta del Parlamento (el "Acta de la Compañía de Energía Hidráulica de Londres" de 1884), a propuesta del ingeniero del ferrocarril Sir James Allport.
El propósito de la compañía era instalar una red enterrada de tuberías de fundición de hierro para suministrar agua a alta presión en Londres. Supuso la fusión de dos empresas existentes dedicadas a este negocio: la Wharves and Warehouses Steam Power and Hydraulic Pressure Company, fundada en 1871 por Edward B. Ellington, y la General Hydraulic Power Company, fundada en 1882. La red se expandió gradualmente hasta cubrir una zona situada mayoritariamente al norte del río Támesis, desde Hyde Park al oeste, hasta los Docklands al este.
El sistema era utilizado como una alternativa más limpia y más compacta a los motores de vapor para accionar la maquinaria de talleres, ascensores, grúas, maquinaria de teatro (incluyendo escenarios rotativos en el London Palladium y en el London Coliseum, telones de seguridad en el Teatro Drury Lane, el mecanismo de alimentación de aire para el órgano del cine en el Odeon West End y la plataforma de la orquesta completa del Hotel Ritz), así como el mecanismo de izado del Puente de la Torre. También era utilizado para alimentar hidrantes contra incendios, especialmente dentro de edificios. El agua, bombeada directamente desde el Támesis, era calentada en invierno para impedir que se congelara.

## Estaciones de bombeo

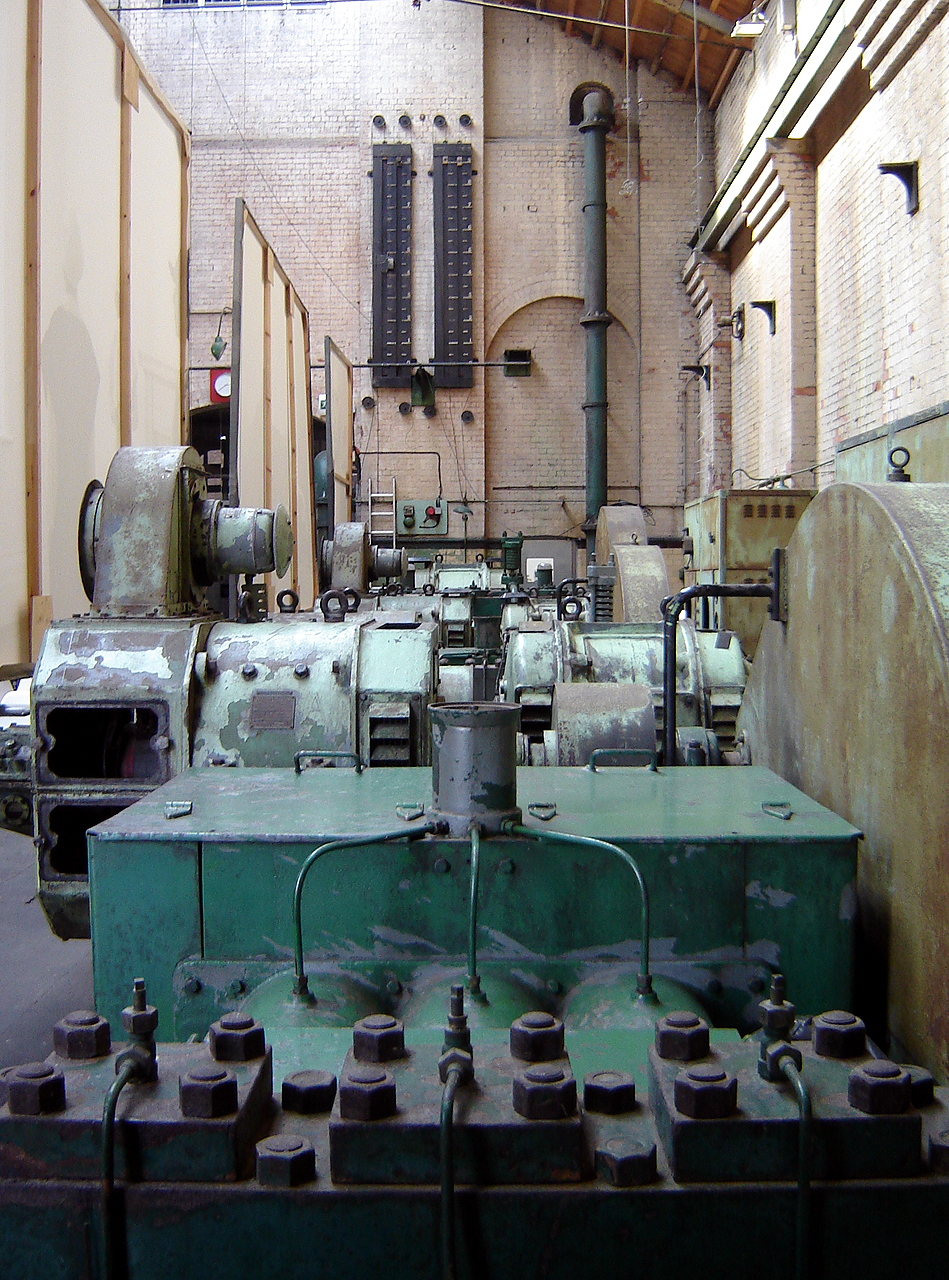
Interior de la Estación de Bombeo de Wapping. Sala de motores

La presión era mantenida en un valor nominal de 5,5 MPa mediante cinco estaciones de bombeo, originalmente impulsadas por máquinas de vapor alimentadas con carbón. Estaban localizadas en los emplazamientos siguientes:
- Estación de Bombeo de Falcon Wharf, en Bankside, al este del Puente de Blackfriars, en la orilla sur del río Támesis (abierta en 1883)[3]
- Estación de Bombeo de Kensington Court y Millbank (1887),[4] más adelante (1911) reemplazada por una estación en Grosvenor Road
- Estación de Bombeo de Wapping (1890),[4] utilizando el desaparecido túnel de Tower Subway para llevar las tuberías bajo el Támesis (cerrada el 30 de junio de 1977, fue la última que permaneció en servicio)
- Estación de Bombeo de City Road Basin en el Canal del Regente en Islington (1893),[4] más tarde utilizada como fábrica de mobiliario por la empresa Marico
- Estación de Bombeo de Renforth (Rotherhithe, Canada Water) (1904), actualmente un edificio residencial

El almacenamiento de agua a presión a corto plazo era proporcionado por unos acumuladores hidráulicos, unos enormes pistones verticales cargados con grandes pesos.
El sistema bombeó 24,6 millones de litros de agua a presión cada semana en 1893; que pasaron a ser 121 millones en 1933. La red de tuberías cruzaba el río Támesis por los puentes de Vauxhall, de Waterloo y de Southwark, así como a través del Túnel de Rotherhithe y del de Tower Subway.

## Declive y venta
Desde aproximadamente 1904, el negocio empezó a declinar como suministrador de potencia mecánica debido al auge de la implantación del suministro eléctrico doméstico. La compañía empezó a reemplazar sus motores de vapor por motores eléctricos en 1923. En su momento de máxima expansión, la red llegó a contar con 290 km de tuberías, y la potencia total instalada era de aproximadamente 7000 CV (5,2 MW).
El sistema finalmente fue cerrado en junio de 1977. La compañía, constituida originalmente como autorizada estatutaria del Reino Unido, tenía el derecho legal de cavar zanjas en las carreteras públicas para instalar y mantener su red de tuberías. Este privilegio la hizo muy interesante para la compañía "Mercury Communications" (una filial de "Cable & Wireless plc"), que compró la compañía y utilizó sus tuberías como conductos de telecomunicaciones. La Estación de Bombeo de Wapping, la última de las cinco en cerrar, se transformó en un centro de arte y restaurante.